# Walter Battiss
Walter Whall Battiss (6 de janeiro de 1906 – 20 de agosto de 1982) foi um artista sul-africano, reconhecido como o criador do conceito "Fook Island".

## Início de vida
Battiss nasceu em Somerset East, no Karoo numa família inglesa metodista. O seu interesse pela arqueologia e pela arte tribal começou quando jovem, após se ter mudado para Koffiefontein em 1917. Em 1919, a família estabeleceu-se em Fauresmith, onde Battiss completou os seus estudos, matriculando-se em 1923. Em 1924, tornou-se escrivão no Tribunal de Magistrados em Rustenburg. Os seus estudos formais de arte começaram em 1929 no Witwatersrand Technical College (desenho e pintura), seguindo-se o Johannesburg Training College (diploma de professor) e aulas de gravura. Battiss continuou os seus estudos enquanto trabalhava como escrivão de magistratura obtendo um bacharelato em Belas-Artes na Universidade da África do Sul aos 35 anos.

## Carreira

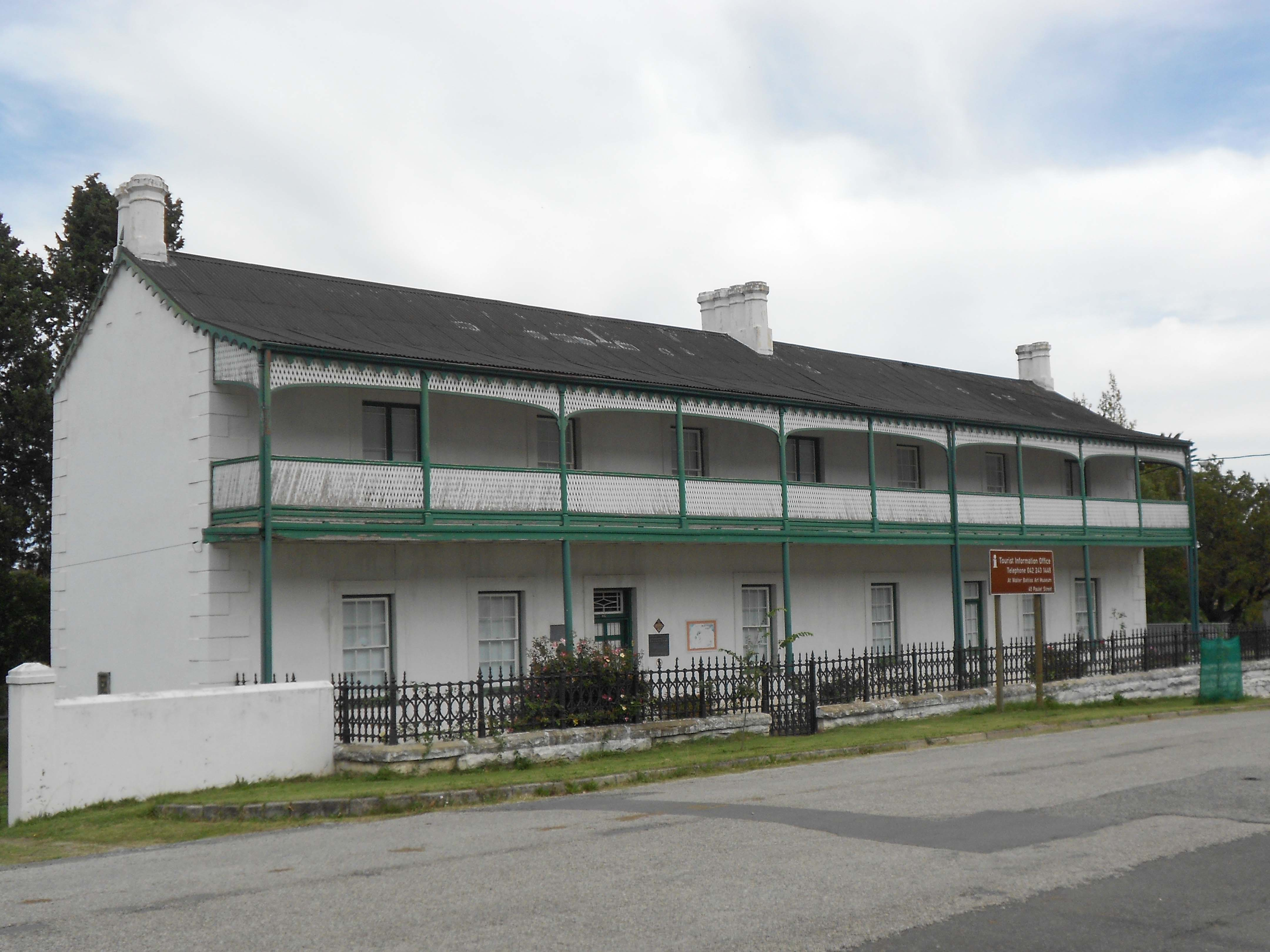
Walter Battiss Museum of Art, na Rua Paulet 45, em Somerset East, Karoo

Battiss foi membro-fundador do New Group, uma associação informal de artistas contemporâneos europeus e americanos de renome. Era um membro singular, originário do que então se consideravam colónias e o único a não ter estudado na Europa ou América do Norte. De facto, foi só em 1938 que visitou a Europa pela primeira vez. No ano seguinte, publicou o seu primeiro livro, "The Amazing Bushman". O seu interesse pela arte rupestre teve um impacto profundo nas suas ideias, considerando a pintura Indígena San uma importante forma de arte. Foi igualmente influenciado pelo artesanato africano, em particular as missangas do Povo Ndebele, e pelas culturas e caligrafia pré-islâmicas em geral.
Em 1949, tornou-se amigo de Picasso, cujo estilo viria posteriormente a influenciá-lo.
Visitou a Grécia entre 1966 e 1968 e as ilhas Seicheles em 1972, ali encontrando a inspiração da sua imaginária Ilha de Fook.
Battiss publicou nove livros, escreveu vários artigos e fundou o jornal "De Arte". Lecionou arte na Pretoria Boys High School entre 1936 à maior parte dos 30 seguintes anos, e simultaneamente no Centro de Arte de Pretória, do qual foi diretor de 1953 a 1958.. Lecionou também na UNISA, onde se tornou professor de Belas-Artes em 1964, tirando a pensão-reforma em 1971. Em 1973, foi condecorado como Doutor em Literatura e Filosofia (honoris causa) pela UNISA.
Em 1981, doou todas as suas obras ao recém-inaugurado "Museu Walter Battiss" na sua cidade natal, Somerset East.
Walter Battiss morreu de ataque cardíaco em Port Shepstone, KwaZulu-Natal a 20 de agosto de 1982.

## Influência
A longa carreira artística de Walter Battiss foi dedicada ao estudo do homem no seu meio; primeiro no contexto da África e da arte rupestre e, posteriormente, à interpretação deste conceito no seu sentido mais global. A sua versatilidade, inovação e influência conceptual, além do incentivo que legou a muitos aspirantes a artistas, garantiram-lhe um lugar especial entre os principais artistas sul-africanos.

## Ilha Fook
A "ilha da imaginação" foi uma materialização da filosofia de Battiss, que para o efeito criou um mapa, gente, plantas, animais imaginários, uma história local, bem como um conjunto de selos postais, divisas, passaportes, e cartas de condução. Criou também a língua Fookiana com um alfabeto completo. Esta "ilha" utópica era uma composição das muitas ilhas que visitou –  incluído Zanzibar, as Seychelles, Madagáscar, as Fiji, o Hawaii, Samoa, as Ilhas Gregas e as Comores – amalgamadas à sua maneira imaginativa habitual. Nas palavras de Battiss, "É algo que não existe. Mas pensei em pegar numa ilha – a ilha que existe em cada um de nós. Transformá-la numa ilha real... dar-lhe um nome".

A Ilha Fook nasceu da sua imaginação muito fértil, e simbolizou, ou melhor; materializou a sua oposição ao movimento de Arte Conceitual das décadas de 1960 e 70, na Europa e América. O movimento conceitualista defendia que a construção da arte se limitava ao "momento" em que era criada. Battiss pelo contrário, acreditava que qualquer forma de arte existe no agora, e propunha que esta representava precisamente a Ilha Fook, a qual ficava sempre no agora, isto é, uma parte eterna, essencial da realidade.
Sul-Africanos, entre estes, celebridades da época incluindo a atriz Janet Suzman, o artista (e protegido de Battiss) Norman Catherine, a escritora Esmé Berman e muitos outros, abraçaram e adoptaram a filosofia da Ilha Fook. A jornalista Jani Allan entrevistou Battiss em 1982, e inclusive aceitou o convite para se tornar numa "residente" da ilha imaginária.
A carta de condução Fookiana de Battiss foi aceite nos Estados Unidos e as páginas a cores do seu passaporte Fookiano, têm carimbos de entrada e partida oficiais da Austrália, Grã-Bretanha e Alemanha. Uma nota bancária Fookiana foi também cambiada num aeroporto de Roma, por 10 dólares.